# ترینیداد فرناندز
ترینیداد فرناندز نقاشی رنگ روغنی از کیس فان دنگن، نقاش هلندی است که در موزه هنرهای معاصر تهران نگهداری می‌شود. این نقاشی آخرین بار در هنگام قرض دادن به کشور هلند در سال ۲۰۱۰، ۶۰ میلیون دلار قیمت‌گذاری شده است.

## تاریخچه
تابلوی ترینیداد فرناندز در ۱۹۱۰ میلادی توسط کیس فان دنگن کشیده شد. این تابلو دختری اسپانیایی را نشان می‌دهد و در زمان سفر دنگن به اسپانیا، مراکش و تونس خلق شده است. این تابلو در سال ۱۹۷۶ توسط فرح پهلوی در نیویورک خریداری و به ایران آورده شد. پس از انقلاب ۱۹۷۹ ایران ترینیداد فرناندز همراه با نقاشی‌های مشهور دیگری در موزهٔ هنرهای معاصر تهران نگهداری شد و به نمایش درنیامد.
ترینیداد فرناندز در اوت ۲۰۱۰ به کشور هلند قرض داده شد تا به مدت چهار ماه در نمایشگاهی در کنار دیگر آثار دنگن به نمایش درآید. این تابلو آخرین بار در سال ۱۹۵۶ به نمایش درآمده بود.